# Egzekucje w Albanii (1951)
Egzekucje w Albanii – egzekucje wykonane dnia 26 lutego 1951 roku przez funkcjonariuszy Sigurimi na 21 osobach niesłusznie oskarżonych o zdetonowanie bomby na terenie radzieckiej ambasady w Tiranie. Wyrok miał charakter polityczny.

## Przebieg wydarzeń
19 lutego 1951 roku o godzinie 9:00 zwołano plenarne posiedzenie Komitetu Centralnego Albańskiej Partii Pracy, na którym ustaliło stalinowski kurs partii i państwa albańskiego. Tego samego dnia o godzinie 17:47 przy wejściu do Ambasady Związku Socjalistycznych Republik Radzieckich w Tiranie miał miejsce wybuch bomby domowej roboty; nie było ofiar śmiertelnych ani rannych, jedynie uszkodzone zostały dwa lub trzy okna. Sprawcą tego zdarzenia był pochodzący z Krety 20-letni Hysen Llullaj, były pracownik Ministerstwa Spraw Wewnętrznych, który po zwolnieniu dołączył do podziemia antykomunistycznego; sam po kilku dniach zginął w wyniku strzelaniny z funkcjonariuszami Sigurimi. W dniu wybuchu do służby w pobliżu ambasady został przydzielony policjant ruchu drogowego Qazim Laçej, który następnego dnia został aresztowany z powodu niedopełnienia swoich obowiązków; w areszcie wziął na siebie winę za podłożenie bomby, za co został skazany na karę śmierci wykonaną tego samego dnia.
20 lutego odbyło się nadzwyczajne posiedzenie Komitetu Centralnego Albańskiej Partii Pracy; sekretarz Komitetu Centralnego Mehmet Shehu zaproponował w ramach odwetu aresztowanie 100 lub 150 osób niezwiązanych z wybuchem, z czego wyrok śmierci miałby być wykonany na 10 lub 15 z nich. W ciągu trzech dni aresztowano ponad 150 osób.
25 lutego prokurator Siri Çarçani oskarżył aresztowanych o próbę obalenia władzy albańskiej oraz działalność szpiegowską na rzecz Stanów Zjednoczonych. Żadnemu z oskarżonych nie postawiono zarzutów, a postępowanie śledcze prowadzono jedynie przeciwko Gjonowi Temalemu. W trakcie śledztwa nie przedstawiono żadnych dowodów przeciwko oskarżonym, którzy nie zostali nawet przesłuchani; mimo to skazano ich na karę śmierci. W trakcie śledztwa nie sporządzano protokołu, zrobiono to już po przeprowadzeniu egzekucji; większość śledczych stanowili funkcjonariusze Sigurimi. Tegoż dnia jeden z aresztowanych, Jonuz Kaceli, był przesłuchiwany osobiście przez Mehmeta Shehu, którego zaatakował; pomocy Shehu udzielił strażnik, który odparł atak Kaceliego oraz wyrzucił go przez okno z drugiego piętra, w wyniku czego ten zmarł na miejscu (według oficjalnej wersji zdarzeń, Kaceli sam miał wyskoczyć z okna).
Egzekucja została przeprowadzona o północy 26 lutego 1951 roku we wsi Mënik, w pobliżu mostu Beshir położonego około 15 km od Tirany; skazani mieli skute ręce, zostali straceni i następnie pochowani w jednym uprzednio wykopanym dole, który był strzeżony do 28 lutego. Podstawą prawną do wykonania wyroku był dekret sformułowany przez Ministerstwo Spraw Wewnętrznych i wcielony w życie już po dokonaniu egzekucji; dopiero w 1991 roku dekret ten został unieważniony.

## Następstwa
W 1990 roku mieszkańcy wsi Mënik pomogli rodzinom ofiar w odnalezieniu ich ciał.

## Ofiary[1][2][11][5][8][9][10][4]
- Anton Delhysa (ur. 1904 w Prizrenie, rzeczoznawca budowlany)
- Fadil Dizdari (ur. w Kavai, bibliotekarz pracujący w Tiranie)
- Pjerrin Guraziu (ur. 1906 w Szkodrze, ekonomista i sportowiec)
- Zyhdi Herri (ur. 1921 w Tiranie, dziennikarz)
- Gafur Jegeni (ur. 1908 w Debarze, oficer)
- Myftar Jegeni (ur. 1915 w Debarze, oficer)
- Jonuz Kaceli (ur. w Tiranie, kupiec; zginął dzień przed egzekucją)
- Qemal Kasoruho (ur. w Gjirokastrze, ekonomista)
- Thoma Katundi (ur. 1887 w Katundzie, działacz na rzecz mniejszości albańskiej w Stanach Zjednoczonych)
- Sabiha Kasimati (ur. 1912 w Edirne, biolożka)
- Haki Kodra (ur. 1921 w Debarze, kupiec)
- Petro Konomi (ur. 1921 w Kairze, pracownik Albańskiej Agencji Telegraficznej)
- Niko Lezo (ur. 1891 w Delvinie, chemik)
- Pandeli Nova (ur. 1892 w Oparze, ekonomista)
- Manush Peshkëpia (ur. 1910 we Wlorze, poeta)
- Ali Qorraliu (ur. 1890 w Tiranie, prawnik)
- Luka Rašković (ur. 1900 na terenie Czarnogóry, jugosłowiański kierowca-mechanik i przedsiębiorca)
- Reiz Selfo (ur. w Gjirokastrze, kupiec)
- Tefik Shehu (ur. w Djakowicy, ekonomista i prawnik)
- Mehmet Ali Shkupi (ur. 1893 w Skopje, inżynier)
- Gjon Temali (ur. 1904 w Szkodrze, farmaceuta)

## Upamiętnienie
W 1993 roku wzniesiono na Cmentarzu Męczenników w Tiranie pomnik poświęcony ofiarom egzekucji.
W roku 2008 Uran Butka opublikował książkę pod tytułem Bombë në Ambasadën Sovjetike.
26 lutego 2011 roku wszystkie ofiary egzekucji zostały pośmiertnie odznaczone orderem Nderi i Kombit przez prezydenta Albanii Bamira Topiego.